# Jens Peter Jacobsen
Jens Peter (J.P.) Jacobsen, född 17 april 1847 i Thisted på Jylland, död 30 april 1885 i Thisted, var en dansk författare och översättare, en av det moderna genombrottets mest framstående.

## Biografi
Jacobsen var son till en köpman av gammal bondesläkt. Han kom 1863 till Köpenhamn, där han efter privat förberedelse blev student 1868. Han ägnade sig först åt naturvetenskapliga studier, företrädesvis botanik, vann Köpenhamns universitets guldmedalj 1873 för en avhandling om desmidiacéerna i Danmark och var den förste som gjorde danska allmänheten bekant med Darwins verk och åskådning, dels genom översättningar, 1871-1875 översatte han Darwins On the origins of species och The descent of man, dels genom refererande uppsatser i V. Møllers Nyt dansk Maanedsskrift, som då var organ för de då nya strömningarna. 
Samtidigt framträdde han också som skönlitterär författare. Redan 1872 debuterade han i nämnda tidskrift med den talangfulla novellen "Mogens", delvis påverkad av H. C. Andersens konst, som otvivelaktigt haft inflytande på Jacobsens stil, samt offentliggjorde där 1874 ett kapitel "Af Marie Grubbes barndom" byggt på historiska studier, samt 1875 den något bisarra "Et Skud i Taagen", som röjer en fin naturuppfattning. Han prövade även sina krafter som lyriker. 
De författare, som närmast påverkade hans utveckling var, förutom Shakespeare och Darwin, företrädesvis franska psykologer, såsom Beyle (Stendhal) och Sainte-Beuve, senare Flaubert och även Mérimée. Han tog även starkt intryck av Georg Brandes' många gånger eggande och väckande verksamhet och kom även i personligt vänskapsförhållande till honom och hans krets samt uppmuntrades av honom att söka bryta väg för en ny dansk prosadikt. 
På ett lysande sätt uppfyllde han förväntningarna med den historiska romanen Fru Marie Grubbe: Interieurer fra det syttende Aarhundrede (1876; på svenska 1877 och 1906), som med ett slag ställde Jacobsen i allra främsta ledet bland nordiska diktare. Det var en historisk roman av helt annan art än den föregående romantiska, som i Danmark ägt sin målsman i Ingemann och dennes efterföljare; det var en modernt psykologisk, i mycket naturalistisk skildring, byggd såväl på studier i arkiv och bibliotek som på själsundersökningar och på arkeologiska detaljforskningar, ofta utförda med nästintill naturvetenskaplig noggrannhet och sinne för enskildheter. Härmed sammanhängde den stundom långt gående utmålningen av sceneri, av hela den yttre omgivningen, levande och livlös natur, av tillbehör och smådrag. Ämnet - Marie Grubbes märkliga levnadsöde - erbjöd tillfällen till skildringar av starka motsatser, och boken lämnar en hel rad karakteristiker ur de olika samhällsklasserna på 1600-talet. Kompositionen är något lös; boken består av en rad skildringar ur huvudpersonens liv i olika situationer. Stilen är i hög grad egendomlig, utarbetad med stor konstnärlig omsorg, dessutom, där ämnet så kräver, med en viss ålderdomlig prägel över dialogen. Närmast grep sig Jacobsen an med ett redan tidigare planlagt modernt ämne, men tuberkulos, som framträtt redan 1873, tvingade honom att arbeta endast med långa mellanrum; den nya boken tillkom under ständiga mellanskov, då författaren tidtals var bunden vid sjukbädden eller måste resa på hälsofärder till södern. 
Äntligen förelåg vid jultiden 1880 hans andra huvudverk, romanen Niels Lyhne (översatt 1907). Liksom i Marie Grubbe skildras huvudpersonen i typiska skeden av sitt liv; där en kvinna i hennes förhållande till olika män, här en man i hans förhållande till en mängd olika kvinnotyper, som alla är skildrade med fin psykologisk konst och inträngande analys. Jacobsens stil hade här ytterligare utvecklat sig i finhet och egendomlighet. Jacobsens plan för en tredje roman, som skulle börja under Kristian VI:s pietistiska regemente och sluta med den glade Fredrik V, kom aldrig till skott. Jacobsens krafter var brutna, men han alstrade ändå några förträffliga noveller (däribland den gripande "Fru Fønss", medeltidsbilden "Pesten i Bergamo" och stämningsbiten "Der burde have været Roser"), som utkom samlade 1882. Han skrev och omarbetade även enstaka dikter, vilka dock först utgavs postumt 1886. 
Jacobsen är en av den skandinaviska litteraturens yppersta stilister, och hans prosa kännetecknas av en rytm, som ger den en säregen tjusning, och av en färgrikedom, som förlänat honom hedersnamnet "prosans store kolorist".  Han har som stilist och psykolog övat utomordentligt stort inflytande på den danska litteraturens efterkommande generation författare (särskilt Herman Bang), även i den övriga nordiska och den modernt tyska litteraturen är hans inverkan skönjbar. Han kännetecknades av en tysk litteraturhistoriker i början på 1900-talet, E.M. Meyer, som "den nyare litteraturens finaste psykolog". 

## Eftermäle
Asteroiden 12352 Jepejacobsen är uppkallad efter honom.